# Porky Pig
Porky Pig este un personaj de desene animate din seriile Looney Tunes și Merrie Melodies ale Warner Bros.. Porky este un porc care vorbește bâlbâit. El poartă o cămașă albă, o haină albastră și un papion roșu. El este cunoscut pentru replica sa de la sfârșitul fiecărui desen, „Th-th-th-that's all folks! (Asta-i tot oameni buni!)”. Sloganul a mai fost folosit de Bosko și Buddy și chiar Beans la sfârșitul unor scurt-metraje Looney Tunes. În schimb, seria Merrie Melodies a folosit sloganul So Long, Folks! (Cu bine, oameni buni!) până în anii '30, când a fost înlocuit de același folosit în seria Looney Tunes.